# 榴槤飄飄
《榴槤飄飄》（英語：Durian Durian）是一部2000年上映的香港電影，由陳果執導兼編劇。此電影為《細路祥》的外傳，亦為《妓女三部曲》的第一部作品。在2005年，獲香港電影金像獎協會票選為「最佳華語片一百部」之一。

## 劇情簡介
一名來自黑龍江省牡丹江市的女子秦燕（暱稱阿燕、小燕），由於看到同鄉到了深圳工作之後生活大大改善，也跟著到了深圳工作，並展轉來到香港的紅燈區旺角賣淫。她在小巷認識了逾期居留的阿芬，並在患難中滋生了友誼。她後來回到家鄉以後，找回當年的朋友和丈夫，唱着當年的歌曲，但發現雖然人面依舊，自己的心態卻變了很多。
小燕唱的那首由大陆著名革命歌曲《社会主义好》改编的歌曲让人印象深刻：
|  | 原始社会好，原始社会好， 原始社会男女光着屁股跑， 男的追，女的跑， 追到以后按倒地上搞一搞啊， 搞的女的哇哇叫， 掀起了原始社会的性高潮啊性高潮。 |

她也重覆着她的同鄉的過去，在家鄉買大屋，但卻對自己的過去絕口不提，也斷然拒絕了表妹要求帶她往深圳發達。一個阿芬寄來的榴槤讓她豁然開朗，原來阿芬被遣返深圳了，卻也落得安心自在。然而，小燕的表妹、前夫和兩個朋友卻躊躇滿志的，去了深圳找尋各自的夢。

## 獎項
| 年份 | 頒獎典禮                  | 獎項             | 獲提名   | 結果 |
| ---- | ------------------------- | ---------------- | -------- | ---- |
| 2001 | 第20屆香港電影金像獎      | 最佳電影         |          | 提名 |
| 2001 | 第20屆香港電影金像獎      | 最佳導演         | 陳果     | 提名 |
| 2001 | 第20屆香港電影金像獎      | 最佳編劇         | 陳果     | 獲獎 |
| 2001 | 第20屆香港電影金像獎      | 最佳女主角       | 秦海璐   | 提名 |
| 2001 | 第20屆香港電影金像獎      | 最佳新演員       | 秦海璐   | 獲獎 |
| 2001 | 第20屆香港電影金像獎      | 最佳美術指導     | 田木     | 提名 |
| 2001 | 第7屆香港電影評論學會大獎 | 最佳電影         |          | 獲獎 |
| 2001 | 第7屆香港電影評論學會大獎 | 最佳導演         | 陳果     | 提名 |
| 2001 | 第7屆香港電影評論學會大獎 | 最佳編劇         | 陳果     | 提名 |
| 2001 | 第7屆香港電影評論學會大獎 | 最佳女演員       | 秦海璐   | 獲獎 |
| 2001 | 第6屆香港電影金紫荊獎     | 最佳影片         |          | 提名 |
| 2001 | 第6屆香港電影金紫荊獎     | 最佳導演         | 陳果     | 提名 |
| 2001 | 第6屆香港電影金紫荊獎     | 最佳編劇         | 陳果     | 獲獎 |
| 2001 | 第6屆香港電影金紫荊獎     | 最佳女主角       | 秦海璐   | 獲獎 |
| 2001 | 第6屆香港電影金紫荊獎     | 十大華語片       |          | 獲獎 |
| 2001 | 第1屆华语电影传媒大奖     | 十佳電影         |          | 獲獎 |
| 2001 | 第38屆金馬獎              | 最佳劇情片       |          | 獲獎 |
| 2001 | 第38屆金馬獎              | 最佳導演         | 陳果     | 提名 |
| 2001 | 第38屆金馬獎              | 最佳原著劇本     | 陳果     | 獲獎 |
| 2001 | 第38屆金馬獎              | 最佳女主角       | 秦海璐   | 獲獎 |
| 2001 | 第38屆金馬獎              | 最佳新演員       | 秦海璐   | 獲獎 |
| 2001 | 第38屆金馬獎              | 最佳原創電影歌曲 | 你我她他 | 提名 |
| 2001 | 第38屆金馬獎              | 最佳剪輯         | 田十八   | 提名 |
| 2007 | 香港特區十周年電影選舉    | 最佳女主角       | 秦海璐   | 提名 |

## 榮譽
- 香港電影金像獎協會主辦的「最佳華語電影一百部」獲選為第六十九名

## 外部連結
- Yahoo奇摩電影上《榴槤飄飄》的資料（繁體中文）
- 開眼電影網上《榴槤飄飄》的資料（繁體中文）
- 豆瓣电影上《榴槤飄飄》的資料 （简体中文）
- 时光网上《榴槤飄飄》的資料（简体中文）
- AllMovie上《榴槤飄飄》的资料（英文）
- 爛番茄上《榴槤飄飄》的資料（英文）
- 香港影庫上《榴槤飄飄》的資料（繁體中文）
- 互联网电影数据库（IMDb）上《榴槤飄飄》的资料（英文）